# La meravellosa història de Henry Sugar (pel·lícula)
La meravellosa història de Henry Sugar (títol original en anglès, The Wonderful Story of Henry Sugar) és un curtmetratge de fantasia estatunidenc de 2023 escrit, coproduït i dirigit per Wes Anderson, basat en el conte homònim de 1977 de Roald Dahl. És la segona adaptació cinematogràfica d'una obra de Dahl dirigida per Anderson, després de Fantastic Mr. Fox (2009). És protagonitzada per Benedict Cumberbatch com el personatge principal al costat de Ralph Fiennes, Dev Patel, Ben Kingsley i Richard Ayoade. La història veu un home ric aprenent sobre un guru clarivident que podia veure sense utilitzar els seus ulls a través del poder d'una forma particular de ioga, i després es proposa dominar l'habilitat per enganyar a les apostes. S'ha subtitulat al català.
La pel·lícula és la primera d'una sèrie de quatre parts de curts adaptats dels contes de Dahl, com "El cigne", "El caça-rates" i "Verí". El desenvolupament del projecte va començar el gener de 2022, amb la majoria del repartiment signat. El rodatge principal va tenir lloc a Londres aquell mes. Originalment, es va informar que La meravellosa història de Henry Sugar era un llargmetratge fins que Anderson va aclarir el juny de 2023 que seria un d'una col·lecció de curtmetratges.
La meravellosa història de Henry Sugar es va estrenar al 80è Festival Internacional de Cinema de Venècia l'1 de setembre de 2023 i es va estrenar en una selecció limitada de cinemes el 20 de setembre de 2023, seguida de la seva estrena a Netflix el 27 de setembre de 2023. Els altres tres curts d'Anderson basats en històries de Dahl es van estrenar a Netflix els dies següents: El cigne el 28 de setembre, El caça-rates el 29 de setembre i Verí el 30 de setembre.
La pel·lícula va guanyar el premi Oscar al millor curtmetratge a la 96a cerimònia dels premis.
El 15 de març de 2024, la pel·lícula es va incloure en una antologia de pel·lícules de llarga durada juntament amb els altres tres curts titulats La meravellosa història de Henry Sugar i tres més.